# Studienki
Studienki (ros. Студенки) – wieś (sieło) w Rosji, w obwodzie riazańskim, w rejonie aleksandro-niewskim. W 2010 liczyła 435 mieszkańców.

## Urodzeni
- Fiodor Szebanow – radziecki wojskowy.